# Birtu
Birtu – w 1 połowie I tys. p.n.e. asyryjska prowincja utworzona z ziem podbitego w 739 r. p.n.e. przez Tiglat-Pilesera III (744-727 p.n.e.) królestwa Ullubu. Jej nazwa pochodzi od nazwy stolicy prowincji - miasta Birtu. Uczeni lokalizują tę prowincję w rejonie na północ od współczesnego irackiego miasta Dahuk. Wzmianki o niej znaleźć można w dokumentach z czasów panowania Tiglat-Pilesera III (744-727 p.n.e.)  i Sargona II (722-705 p.n.e.).